# Burgruine Niederntüchersfeld

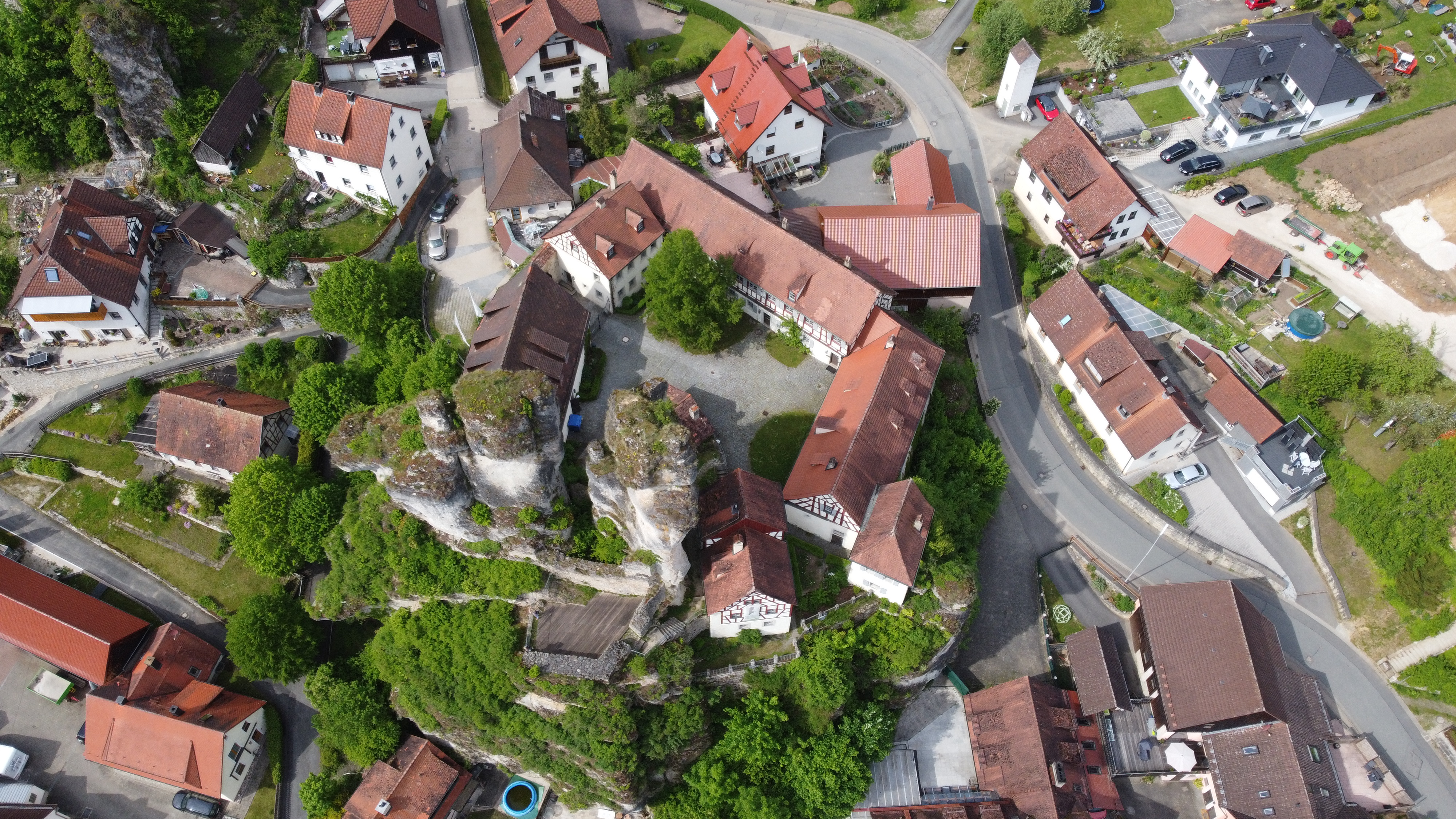
Luftbild der Burgruine Niederntüchersfeld.

Die Burgruine Niederntüchersfeld war eine der beiden Höhenburgen im Kirchdorf Tüchersfeld. Die Ruine der Spornburg befindet sich auf einer Felsnadel inmitten des Dorfes Tüchersfeld in der Gemeinde Pottenstein im oberfränkischen Landkreis Bayreuth in Bayern. Auf der hinteren Felsnadel befinden sich die Reste der Burg Oberntüchersfeld.
Die Burg wurde im 13. Jahrhundert erbaut und 1269 erwähnt. Am 27. Mai 1262 erwarb der Bamberger Bischof Berthold von Leiningen die Burg.
In den Nachträgen zum bischöflichen Urbar B von 1348 wurden die beiden Burgen Tüchersfeld erstmals namentlich unterschieden; die obere Burg ist Sitz eines vor 1323–27 entstandenen Amtes, die untere Burg befand sich als Lehen im Besitz der Groß von Trockau.
1430 wurde die Burg in den Hussitenkriegen zerstört und durch den Lehensinhaber von Groß neu errichtet. 1525 brannte die Burg im Bauernkrieg aus und wurde 1636 im Dreißigjährigen Krieg endgültig zerstört. 1691 wurde sie in einer Ämterbeschreibung als „ganz öde“ bezeichnet. Um 1700 etablierte sich eine jüdische Ansiedlung in den verbliebenen Ruinen, und 1755 lebten dort 44 Juden. Die jüdische Ansiedlung in der „Unteren Burg“ wurde 1758 durch einen Brand zerstört. In das von 1758 bis 1762 neu errichtete Gebäude wurden die Reste der alten Bausubstanz einbezogen.
1959 wurden die restlichen Teile der Anlage, jetzt „Judenhof“ genannt, an Privatleute verkauft. Nachdem die Anlage 1981 bis 1983 grundlegend renoviert worden war, wurde 1985 das Fränkische Schweiz-Museum eröffnet.
Von der ehemaligen Burganlage sind nur noch wenige Mauerreste auf einem Felsturm erhalten.